# Jan Herman van Heek

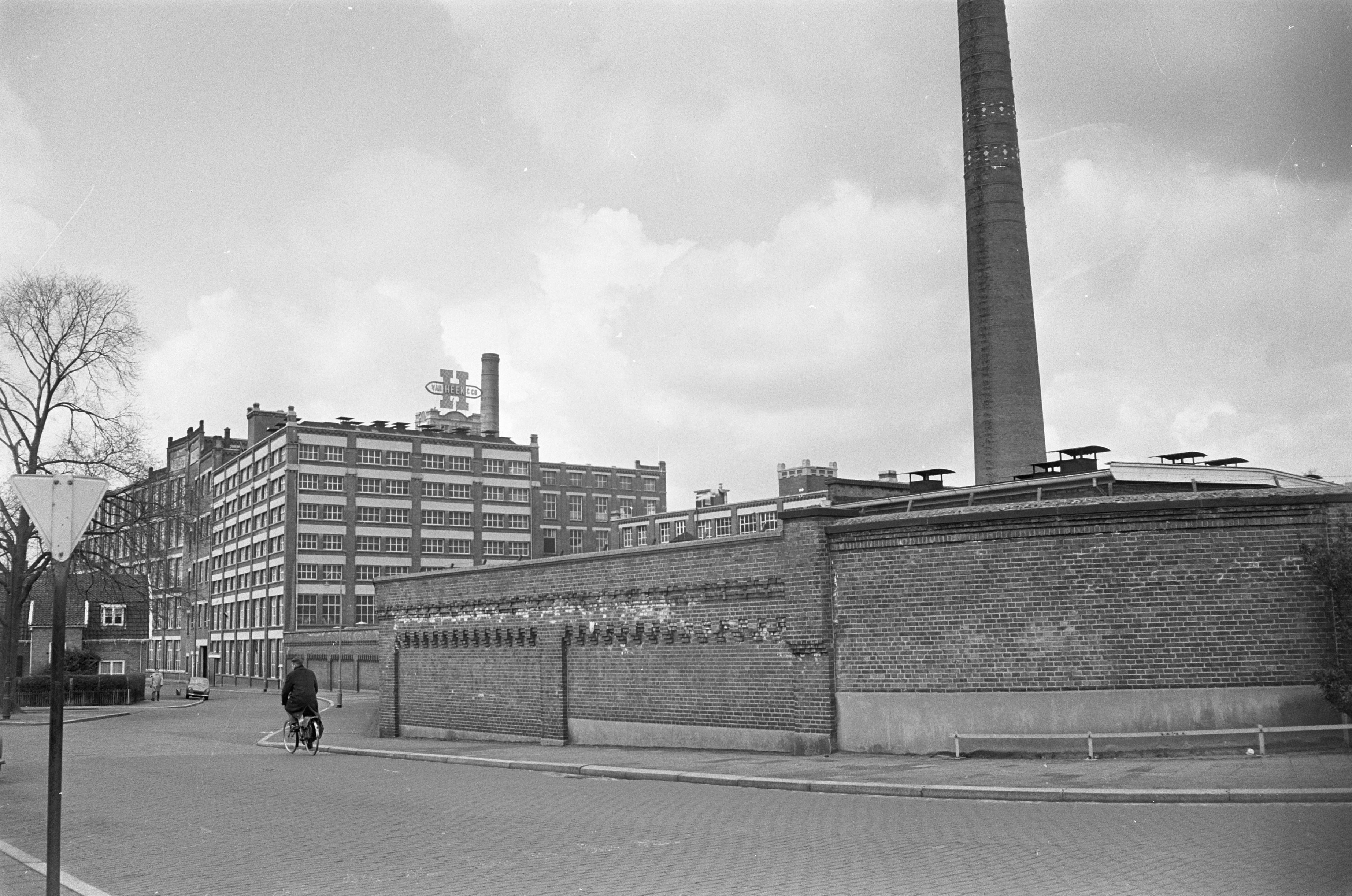
Enschede, Van Heek & Co

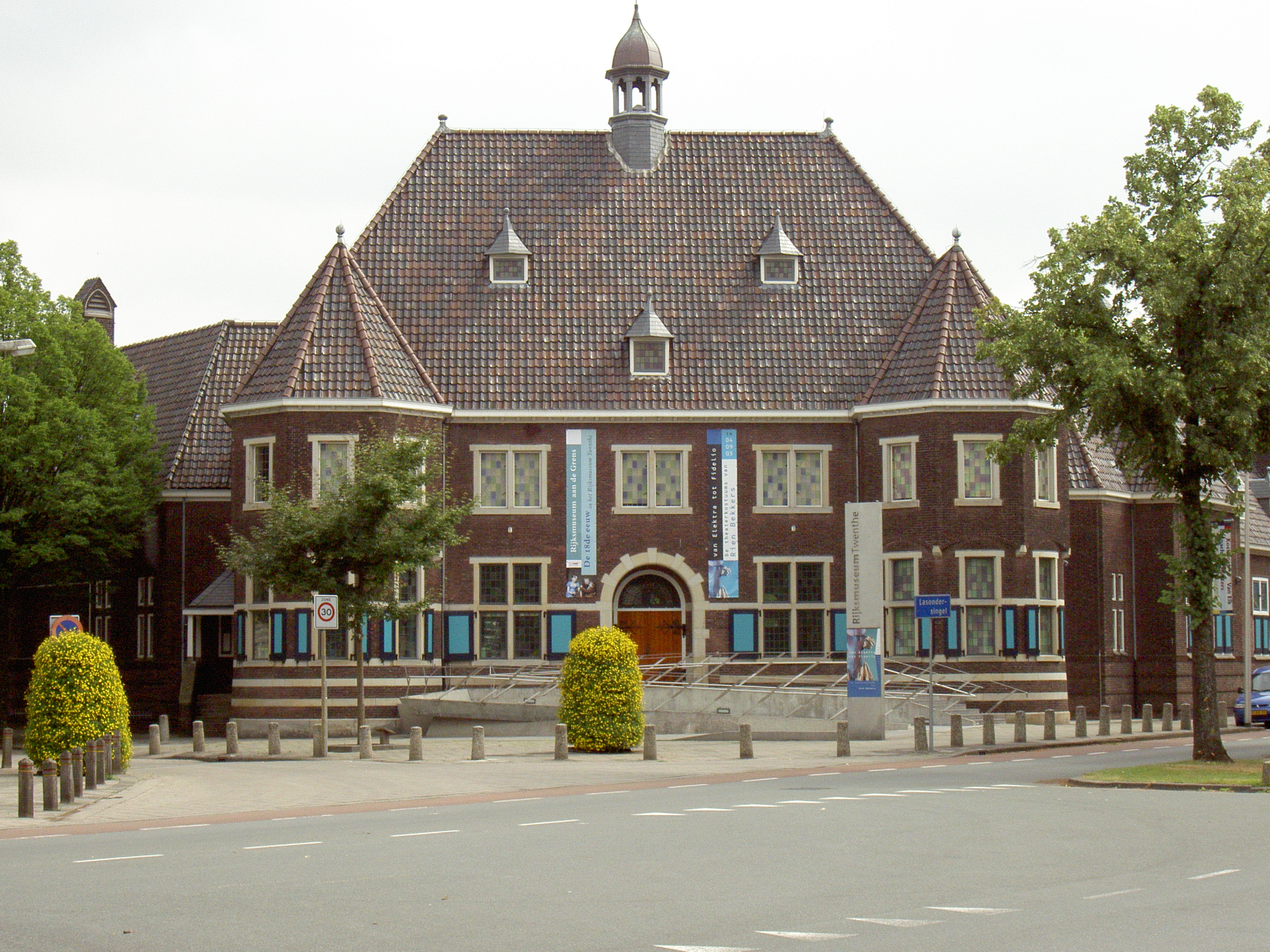
Enschede, Rijksmuseum Twenthe

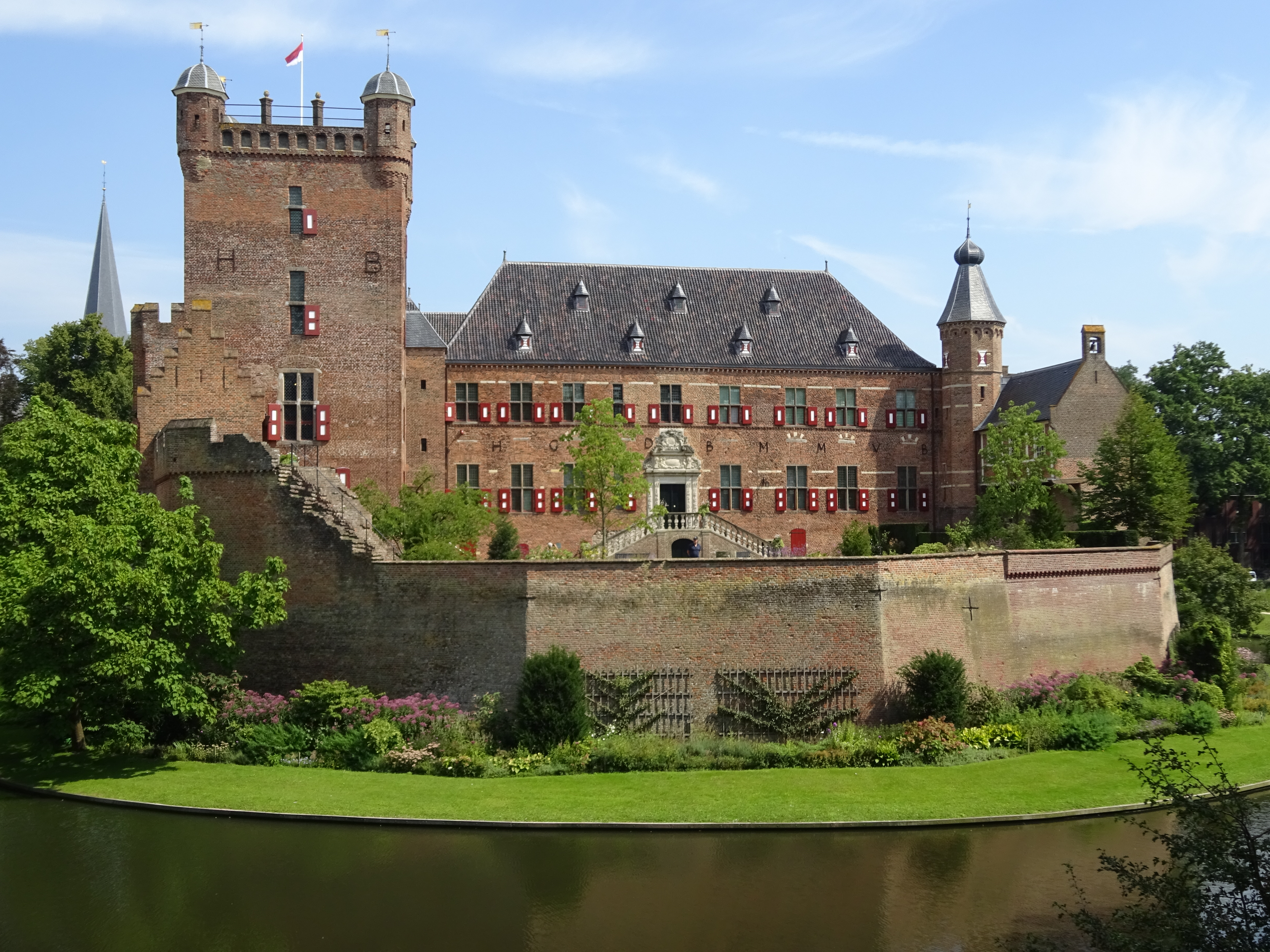
's-Heerenberg, Huis Bergh

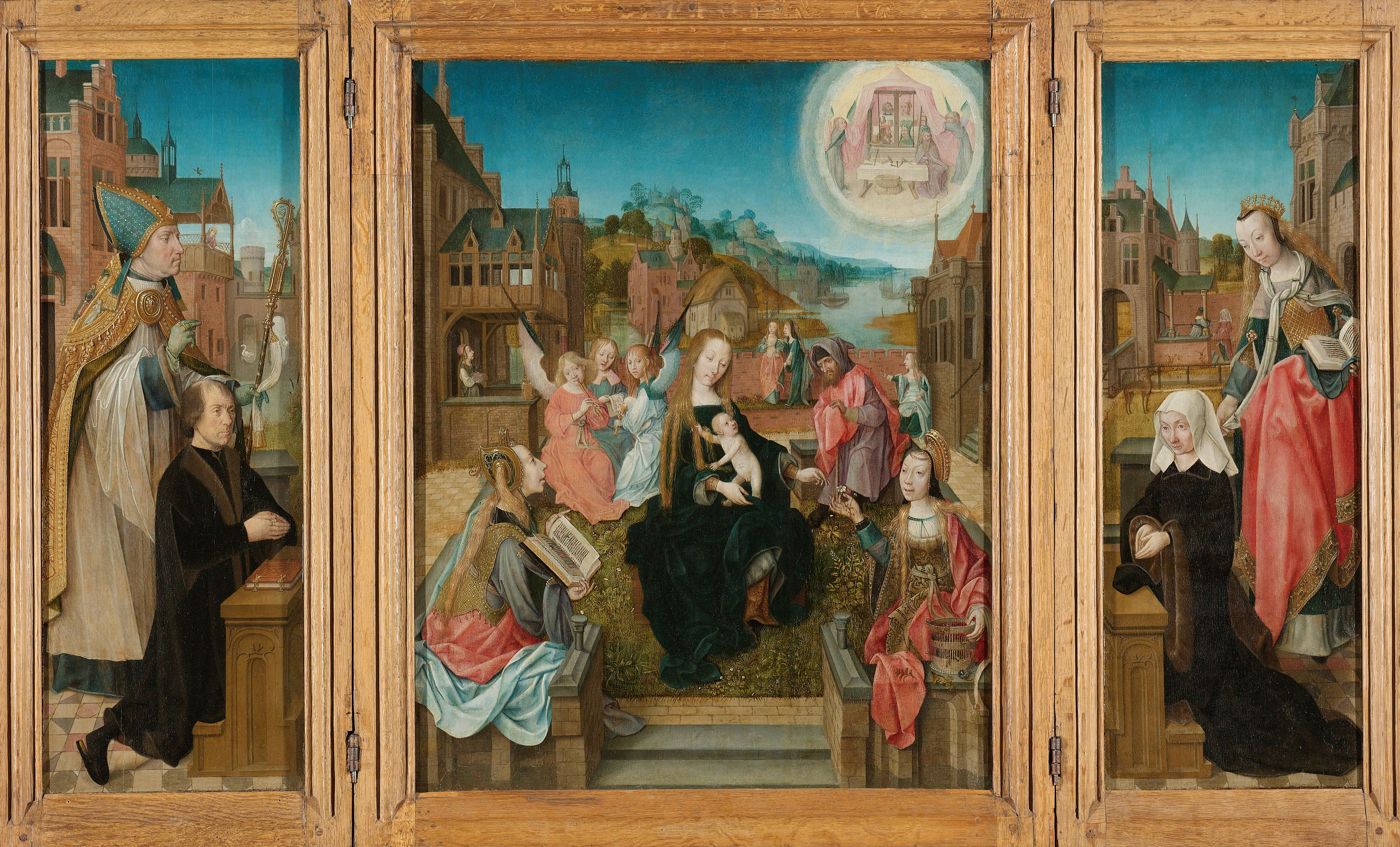
Schenking aan het Rijksmuseum

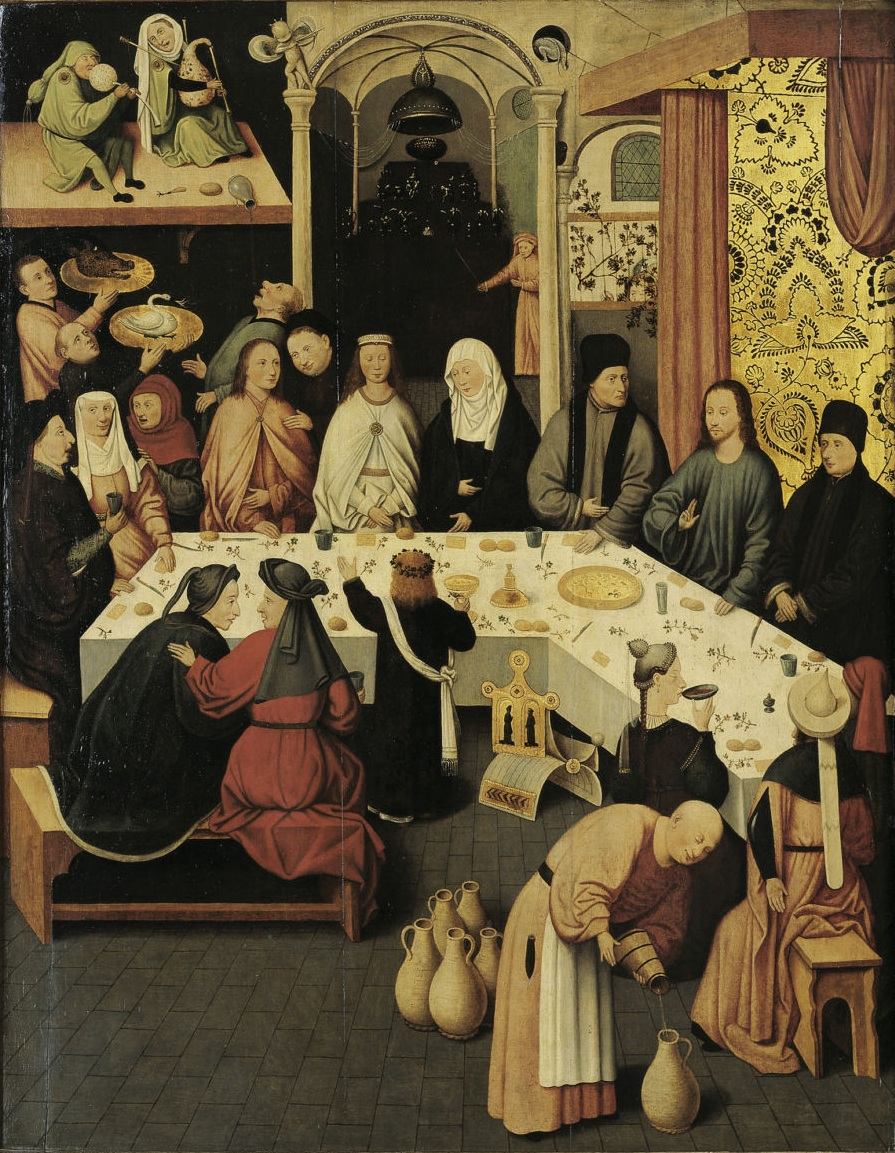
Collectie Huis Berg

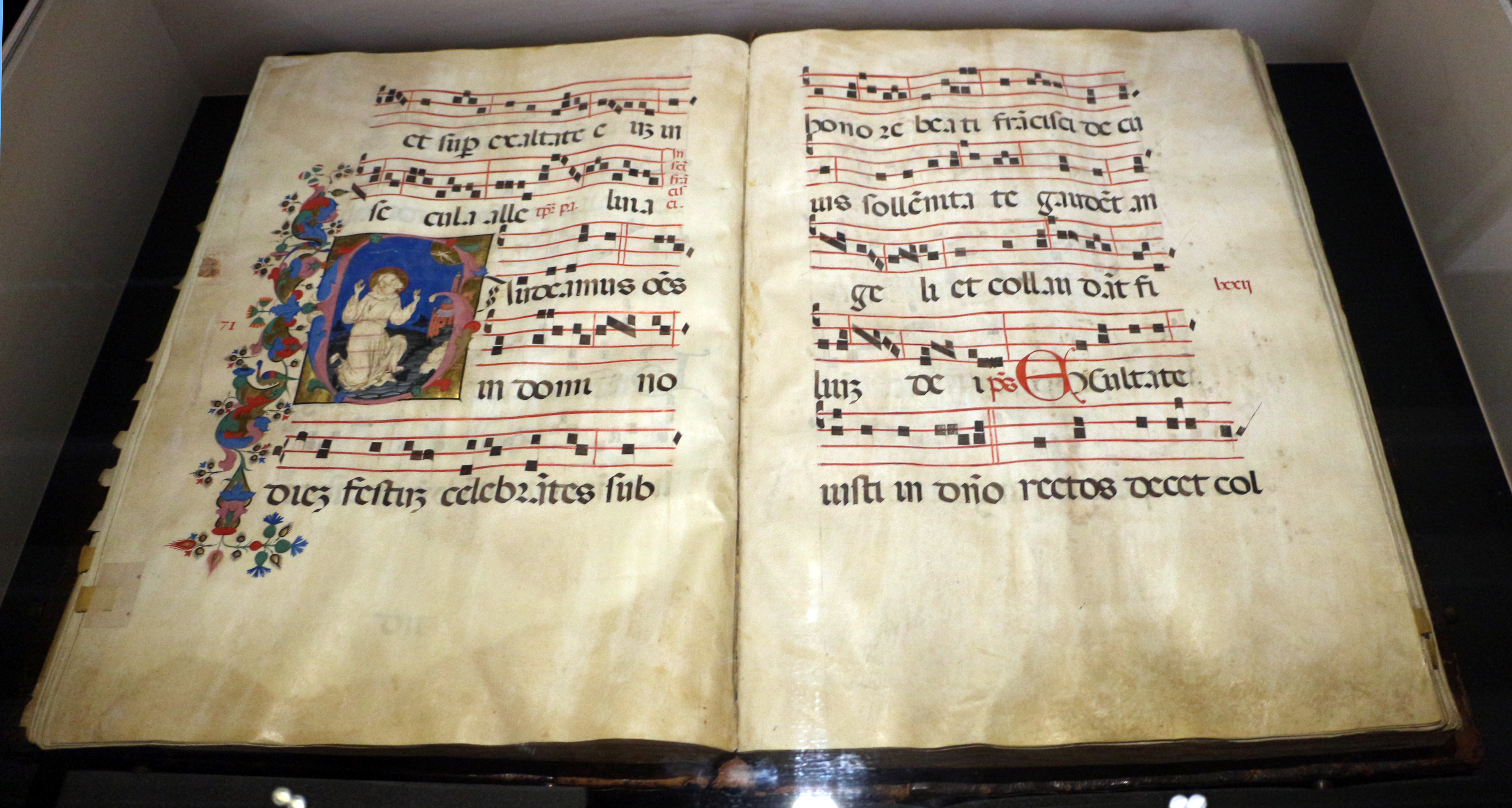
Collectie Huis Berg

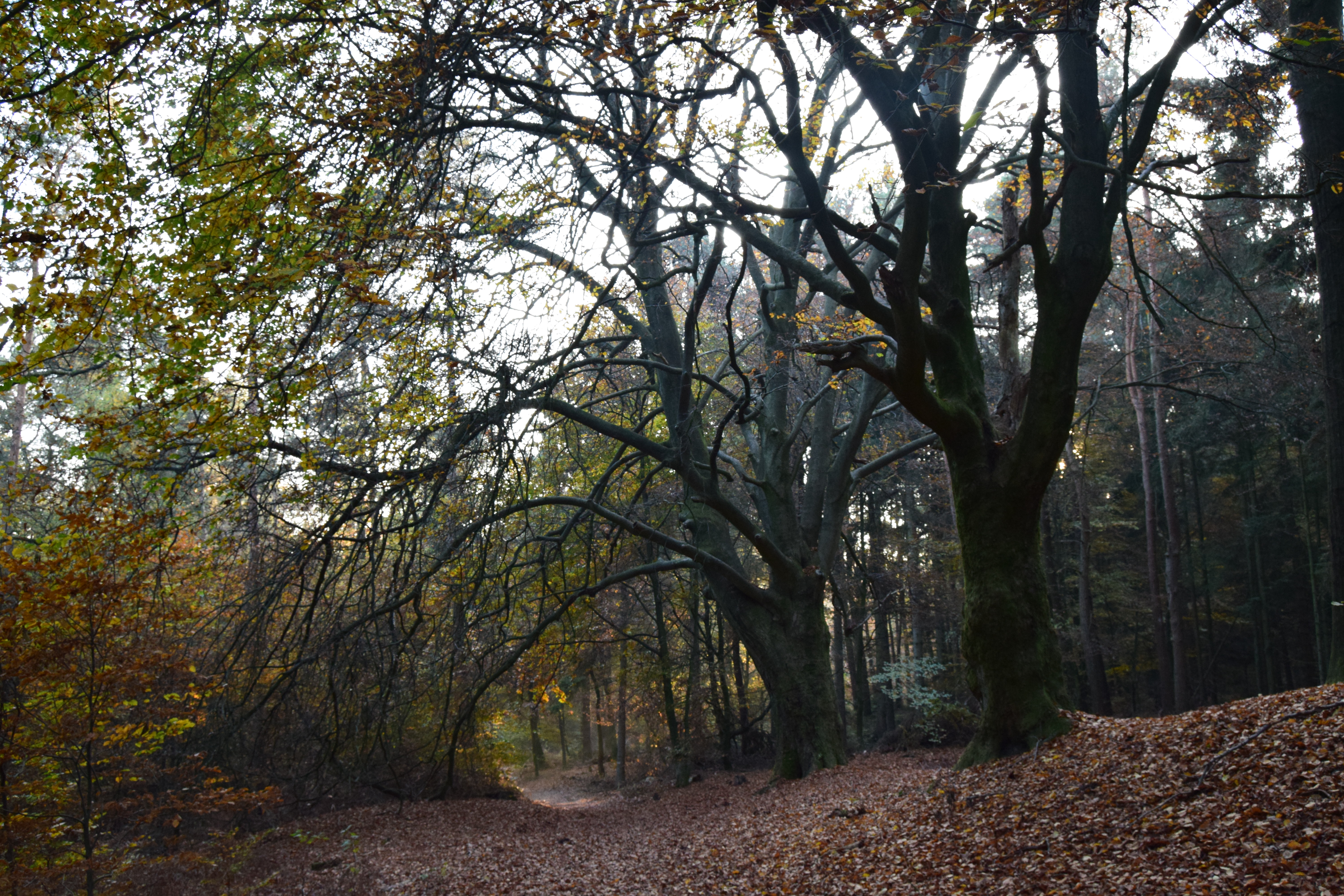
Bergherbos

Jan Herman van Heek (Enschede, 20 oktober 1873 – Doetinchem, 25 januari 1957) was een Nederlandse textielfabrikant, mecenas, kunstverzamelaar en natuurbeschermer.

## Leven
Van Heek was de tweede zoon van Gerrit Jan van Heek en zijn tweede vrouw Christine Frederike Meier. Hij huwde op 6 juni 1913 te Hellendoorn met Anna van Wulfften Palthe (1892-1977). Op 9 juli 1912 kocht hij van de vorst van Hohenzollern-Sigmaringen het goed Land van den Bergh, het overgebleven bezit van de graven te 's-Heerenberg, met het Huis Bergh en 1400 hectare grond aldaar (nu bekend als het Bergherbos).
Tot in de jaren twintig/dertig woonde hij met zijn vrouw en kinderen in het huis op landgoed Roessinghsbleek (vroeger Lochemsbleek) in Enschede. Na de Tweede Wereldoorlog werd Huis Bergh zijn vaste verblijfplaats. Hij was in zijn tijd een belangrijke persoon, niet alleen regionaal maar ook landelijk. Hij ontving vele onderscheidingen. Een van zijn kinderen is de Indiëveteraan Goderd van Heek (1923-2021) die de initiatiefnemer was van het eerste Indië monument in Nederland te Enschede.
Jan Herman van Heek werd begraven bij de Ned. Herv. Kerk (St. Pancras en Joriskerk) naast Huis Bergh.

## Textielfabrikant
Jan Herman van Heek ging na de lagere school naar de Industrieschool te Enschede, de voorganger van de Nederlandsche School voor Nijverheid en Handel, later de Hoogere Textiel School genoemd. Hier volgde hij alle praktische vakken. Van de kunstschilder en tekenleraar L.J. Bruna (1822-1906) kreeg hij privéles. Hij werd een verdienstelijke amateurtekenaar. Tijdens zijn vele zaken- en kunstreizen binnen en buiten Europa, onder andere naar Groot-Brittannië, Nederlands- en Brits-Indië en China, maakte hij schetsen en tekeningen. Er zijn 93 schetsboeken bewaard gebleven in het persoonlijk archief van Jan Herman van Heek, dat beheerd wordt door de Archiefstichting Dr. J.H. van Heek. Voor inzage is toestemming nodig.
Zijn vader, Gerrit Jan van Heek (1837-1915), de voornaamste firmant van de textielonderneming Van Heek & Co, heeft samen met hem in 1897 de commanditaire vennootschap G.J. van Heek en zonen opgericht, een spinnerij en weverij, waar vooral katoenen stoffen werden gemaakt voor de export naar onder meer Nederlands-Indië. In 1935 werd deze commanditaire vennootschap uit economische motieven omgezet in de NV Rigtersbleek, waarvan Jan Herman president-commissaris werd.
Jan Herman van Heek was commissaris bij diverse ondernemingen, zoals het familiebedrijf Van Heek & Co., ter Horst & Co., Boekeloosche Stoombleekerij, Nijma, Palthe en van de Twentsche Bank te Amsterdam en de Banque Jordaan te Parijs.

## Mecenas
Naast zijn zakelijke werk, trad Jan Herman van Heek op als beschermer van zowel cultureel erfgoed als de natuur. Hij was een actief kunstverzamelaar. Zijn in de textielindustrie opgebouwde vermogen gebruikte hij voor deze doelen. Zijn culturele voorkeur ging uit naar de late Middeleeuwen, waarvoor hij inspiratie vond bij onder meer Johan Huizinga. Hij stelde bijzonder belang in de natuur en het erfgoed van zijn geboorteregio Twente en de Achterhoek. Zo engageerde hij zich voor onderzoek en restauratie van de Grote Kerk te Enschede, de Sint-Stephanuskerk in Borne en de Oude Kerk in Delden. Hij was samen met andere familieleden oprichter van het Rijksmuseum Twenthe. Bij de opening van het museum in 1930 werd hij honorair directeur. Deze functie bekleedde hij tot 1956.
Ook zijn broer Jan Bernard van Heek, getrouwd met Edwina Burr Ewing, was een bevlogen kunst- en cultuurliefhebber. Hij stierf in 1923. In overeenstemming met het testament van de weduwe heeft Jan Herman van Heek na haar overlijden, op 15 november 1946, de Stichting Edwina van Heek opgericht. Hij was de eerste voorzitter. Deze culturele stichting bestaat nog steeds en steunt culturele projecten in Overijssel en de Gelderse Achterhoek gericht op behoud van natuurmonumenten, historisch waardevolle gebouwen en kunstobjecten.

## Kunstverzamelaar
Onder leiding van Jan Herman van Heek werd in een periode van 17 jaren het in 1912 gekochte en in vervallen toestand verkerende kasteel Bergh in oude luister hersteld. Nog geen tien jaar na de voltooiing, in de nacht van 14 op 15 maart 1939, brandde het kasteel bijna tot de grond af. Van Heek heeft vervolgens het kasteel opnieuw laten opbouwen volgens zijn visie hoe een middeleeuws kasteel er uit zou moeten zien.
Hij bracht er zijn verzameling van middeleeuwse kunst onder, waaronder de collectie F.W. Mengelberg die hij in 1919 had verworven en vele vroeg-Italiaanse werken. Het is daarmee de grootste particuliere verzameling vroeg-Italiaanse kunst in Nederland met werk van onder anderen Duccio, Biccie di Lorenzo en Niccolò di Segna. In de andere grote verzamelaar van deze kunst, Otto Lanz had hij een leidsman en kunstvriend gevonden.
Naast de middeleeuwse schilderkunst, waaronder ook ruim tachtig Nederlandse en Duitse schilderijen, bevat de collectie portretten van Bourgondiërs, Habsburgers, Oranjes en Graven Van den Bergh, die Van Heek aantrof op de zolder van het kasteel. De collectie bestaat verder uit handschriften uit Nederland, Duitsland, Frankrijk en Italië, beeldhouwwerk, munten en penningen en ivoren stukken. Van Heek legde een kunsthistorische bibliotheek aan en het grootste particuliere archief over de Gelderse Historie. De voormalig directeur van het Rijksmuseum en onder meer kenner van vroeg-Italiaanse kunst Henk van Os is als adviseur aan Huis Bergh verbonden. Henk van Os veranderde in het begin van de 21e eeuw de presentatie van de kunstcollectie. Bezoekers kwamen voorheen vooral naar Huis Bergh voor de romantiek van het ridderschap en om het middeleeuwse kasteel te bezichtigen. De kunst uit Noord- en Zuid- Europa hing door elkaar en was niet goed zichtbaar. Henk van Os heeft deze kunst in aparte ruimten geplaatst. Er is een Italiaanse kamer en de Noord-Europese kunst hangt in de troonzaal. In het trappenhuis heeft hij een galerij met de vijftiende- en zestiende-eeuwse portretten ingericht. Minder interessante kunststukken of vervalsingen zijn naar het depot verhuisd, terwijl belangrijke stukken, zoals een vroeg-zestiende-eeuws houten beeld van Maria op de Maansikkel, een opvallende plaats kregen. Hij voorzag alle kunstwerken van een toelichtende tekst.
Ter gelegenheid van de 70e verjaardag van Henk van Os in 2008, heeft een tiental vrienden artikelen geschreven over de collectie. Deze artikelen zijn gebundeld in een liber amicorum genaamd Avonturen met een collectie: ontdekkingen in de verzamelingen van Huis Bergh.
Behalve bij de wederopbouw van Huis Bergh heeft Jan Herman van Heek een belangrijke rol gespeeld bij de restauratie van onder meer het Kasteel Doornenburg in de Betuwe en het Kasteel Hernen bij Nijmegen. Hij was bestuurslid van de Stichting Vrienden der Geldersche Kasteelen.

## Natuurbeschermer
Jan Herman van Heek was een actief natuurbeschermer onder meer bij Vereniging Natuurmonumenten.
Hij heeft bijvoorbeeld in 1930 samen met zijn broer Gerrit Jan 166.000 gulden aan Natuurmonumenten geschonken om de Rheder- en Worthrhederheide te kopen en daardoor meegewerkt aan de totstandkoming van het Nationaal Park Veluwezoom.

## Onderscheidingen
Jan Herman van Heek heeft vele onderscheidingen ontvangen, waaronder in 1952 een eredoctoraat in de letteren en wijsbegeerte aan de Universiteit van Amsterdam. In het senaatsbesluit werd dit als volgt gemotiveerd: '(...) zijn pogingen tot het behoud en herstel van in het bijzonder middeleeuwse monumenten, vooral in het oosten des lands; uitbreiding van het openbaar bezit van belangrijke werken, inzonderheid schilderijen; stimulering van het oudheidkundig en prehistorisch bodemonderzoek en het veilig stellen van belangrijke terreinen wegens hun natuurschoon en geologische of recreatieve waarde.'
Andere onderscheidingen waren ridder in de orde van de Nederlandse Leeuw (1930), grootofficier in de Orde van Oranje-Nassau (1946), de Eerepenning van de Vereniging Gelre (1929), de gouden jubileumpenning van Vereniging Natuurmonumenten (1931), de Bergsma-Medaille van de ANWB (1947), de Zilveren Anjer van het Prins Bernhard Cultuurfonds, de gouden legpenning van de Koninklijke Nederlandse Oudheidkundige Bond (1948), de gouden Erepenning van de Provincie Gelderland, de gouden eremedaille van Enschede (1956) en de Rijkserepenning in goud (1953).
Hij was ereburger van Bergh (1953) en van Doesburg (1953).

## Vernoeming
De Jan Herman van Heekweg in Buikslotermeer in Amsterdam-Noord is naar hem vernoemd.